# Clássica de Hamburgo
A  Clássica de Hamburgo (oficialmenter BEMER Cyclassics por razões de patrocínio) é uma corrida ciclista um dia alemã criada em 1996, cujo percurso se desenvolve em torno da cidade de Hamburgo.
Ainda que o seu percurso varie de um ano para o outro, a sua distância total é ronda sempre os 250 km. A dificuldade mais conhecida da corrida é a subida de Waseberg [en] localizada em  Blankenese pela qual os ciclistas passam 3 vezes na fase final da corrida.
A Clássica de Hamburgo é a única prova do calendário UCI World Tour organizada na Alemanha. A corrida é organizada por  IRONMAN Unlimited Events Germany GmbH, que organiza igualmente o Velothon Berlin.
Uma parte de entidade da Clássica de Hamburgo é o Jedermannrennen [de] («a corrida para todo o mundo»), uma corrida desportiva para os amadores que tem lugar no mesmo dia e nas mesmas estradas que a corrida profissional. Os participantes podem participar em percursos de 55 km, 100 km ou 155 km. O número de participantes está limitado a 22 000 amadores e os bilhetes têm que ser reservados meses antes.

## História

### HEW Cyclassics

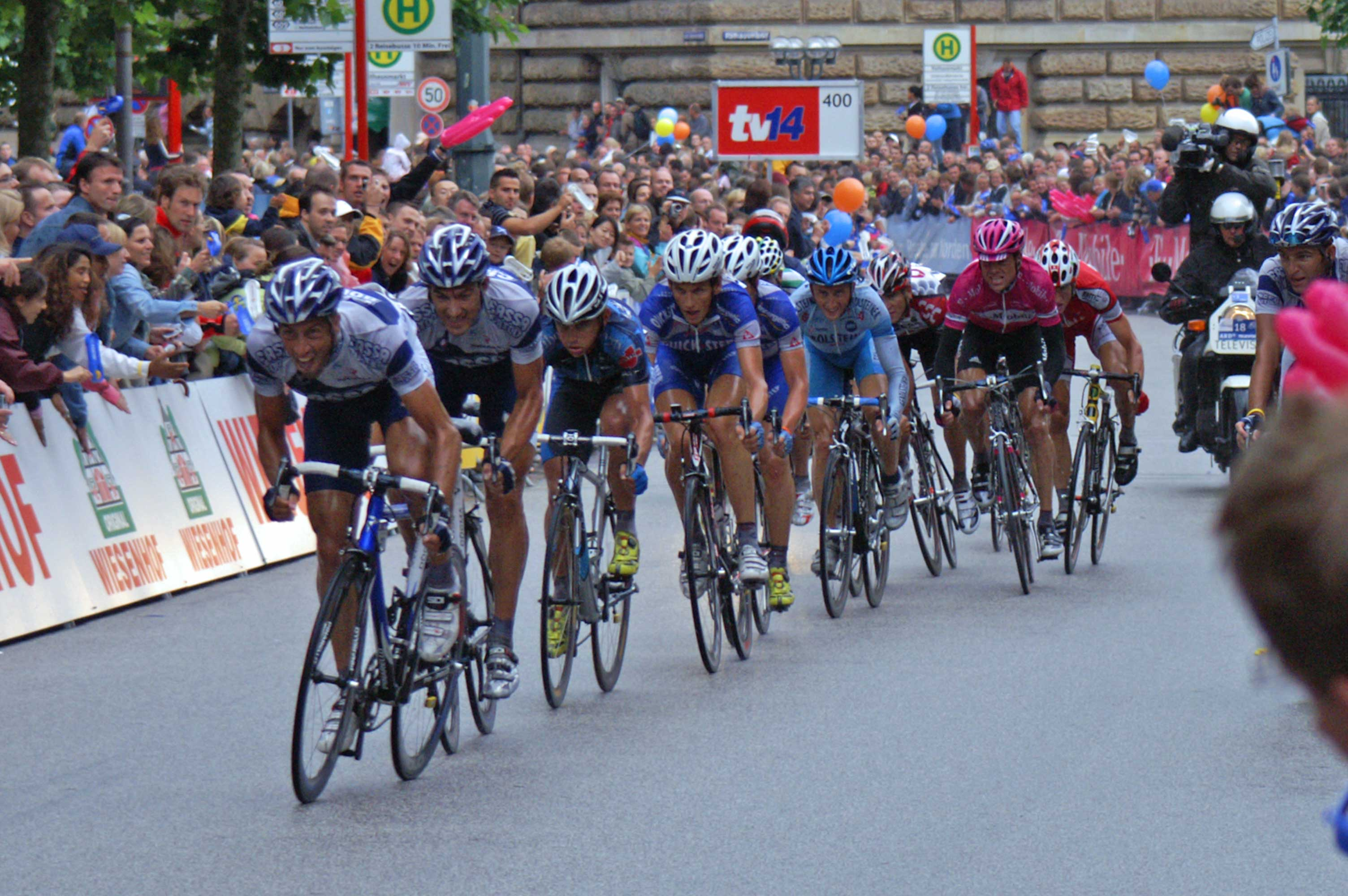
Chegada da HEW Cyclassics em 2005, conseguida pelo Italiano Filippo Pozzato.

A corrida foi criada em 1996 na categoria de nível 1,5, a classificação o mais baixo das corridas profissionais. A primeira edição é a mais curta da sua história, totalizando só 160 km. Foi conseguida pelo Italiano Rossano Brasi. HEW [de], uma sociedade de eletricidade alemã baseada em Hamburgo, é o patrocinador principal da corrida. Em 1997, Jan Ullrich adjudica-se a segunda edição no meio de uma multidão de fãs, duas semanas após ter conseguido o Tour de France, o que incrementa muito rapidamente o prestígio da prova.
Com a popularidade em crescimento do ciclismo na Alemanha nos anos 1990, a corrida torna-se uma manga da Copa do mundo em 1998. A competição é constituída com mais de dez provas ciclistas de um dia para a temporada. Substitui na série a Wincanton Classic - a única clássica organizada na Grã-Bretanha - como sétimo série da Copa do mundo. O Neerlandés Leon van Bon ganha a Michele Bartoli para conseguir a terceira edição. A distância é aumentada para 253 km.
Erik Zabel é o segundo vencedor alemão da HEW Cyclassics em 2001.. Em 2002, o especialista dos clássicos belgas Johan Museeuw ganha a sua décima primeira e última manga da Copa do mundo, conseguindo o sprint a um grupo de dez.

### Vattenfall Cyclassics
Em 2002, HEW, o patrocinador da corrida está recomprado pelo conglomerado de eletricidade sueca Vattenfall e está rebaptizadaVattenfall Europe Hamburg. Vattenfall, que é o sueco para Waterfall, resulta o novo patrocinador da corrida em 2006. Em 2005, a corrida faz parte da primeira edição da UCI ProTour, sucessor da Copa do mundo. Após o desaparecimento da Volta à Alemanha em 2009, fica a única corrida alemã ao mais elevado nível internacional do ciclismo. É no entanto menos popular que o Grande Prêmio de Frankfurt, que beneficia de história mais longa. Desde 2011, a prova é uma das 24 carreiras da UCI World Tour. Em 2012, o UCI tem prolongado a licença WorldTour da carreira até 2016.
De 2006 a 2009, a carreira faz igualmente parte da Copa da Alemanha (TUI-Cup), que estabelece uma classificação na base das principais carreiras da Alemanha.

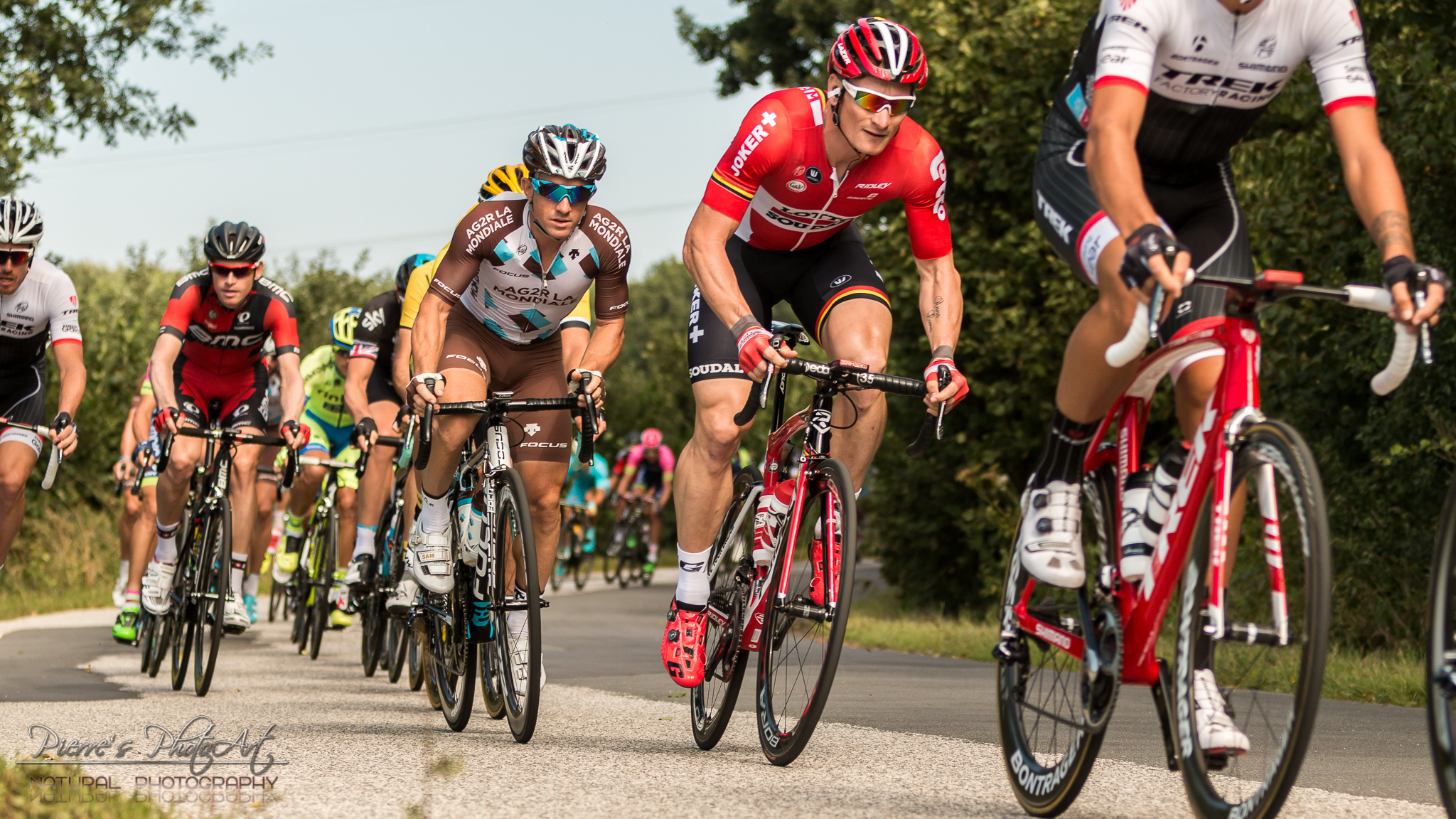
André Greipel (em vermelho) durante a edição 2015

Devido ao seu percurso essencialmente plano, a Vattenfall Cyclassics está considerada como uma clássica para sprinters e se termina por um sprint em massa desde 2004. Certos dos melhores sprinters da sua geração, compreendem Robbie McEwen, Óscar Freire, Alexander Kristoff e André Greipel, figuram ao palmarés da carreira. O sprinter estadounidense Tyler Farrar, vencedor em 2009 e 2010, é o primeiro duplo vencedor da prova. O Francês Arnaud Démare, vencedor em 2012 aos 21 anos, é o mais jovem laureado.
A corrida de 2013 foi acolhida por temporadas sem relatório com a carreira. Os residentes de Hamburgo queixam-se da política meio ambiental de Vattenfall e as suas tentativas de aquisição da propriedade da cobertura elétrica local. Em 2015, está anunciado que Vattenfall não prolongaria a sua cooperação com a prova, obrigando os organizadores a pesquisar um novo patrocinador para proporcionar aproximadamente 800 000 euros, seja um terço do orçamento da carreira.

### EuroEyes Cyclassics
Em 2016, a EuroEyes, especialista da cirurgia laser dos olhos tornou-se o novo patrocinador principal. Nacer Bouhanni consegue esta edição ao sprint, mas foi relegado ao 27.º posto por « sprint irregular », a vitória foi atribuída ao Australiano Caleb Ewan. Entre 2017 e 2019, o sprinter Elia Viviani impôs-se três anos consecutivos.

### BEMER Cyclassics
Em 2022 a BEMER, empresa de tecnologia médica do Liechtenstein tornou-se o novo patrocinador principal da corrida.

## Percurso

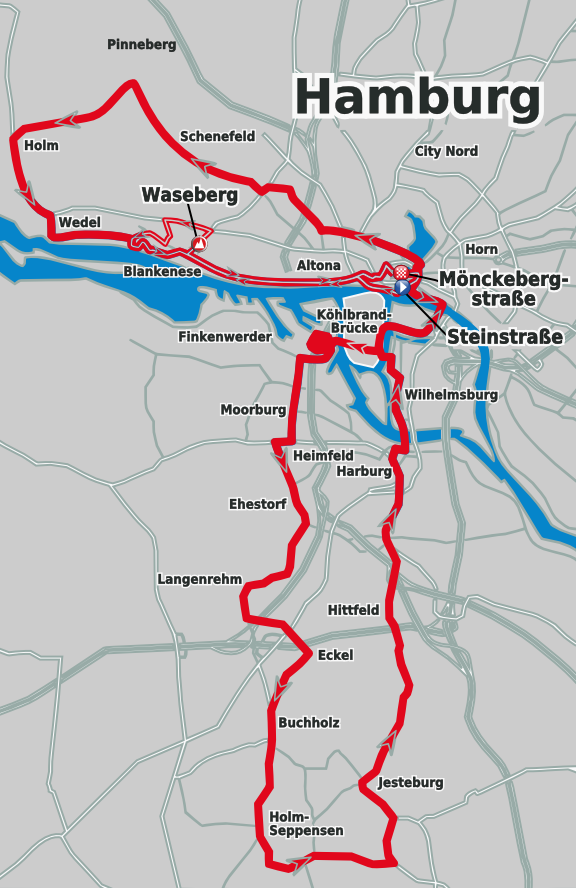
Percorrido da edição 2011

A carreira começa habitualmente na Steinstraße a Altstadt (um dos bairros de Hamburgo) e se termina na a Mönckebergstrasse, uma rua de varejo muito frequentada de Hamburgo, no bairro comercial da cidade. A distância varia entre 225 a 255 km num terreno principalmente plano na região de Hamburgo. O percurso da carreira padece mudanças a cada ano, mas a localização de chegada fica o mesmo.

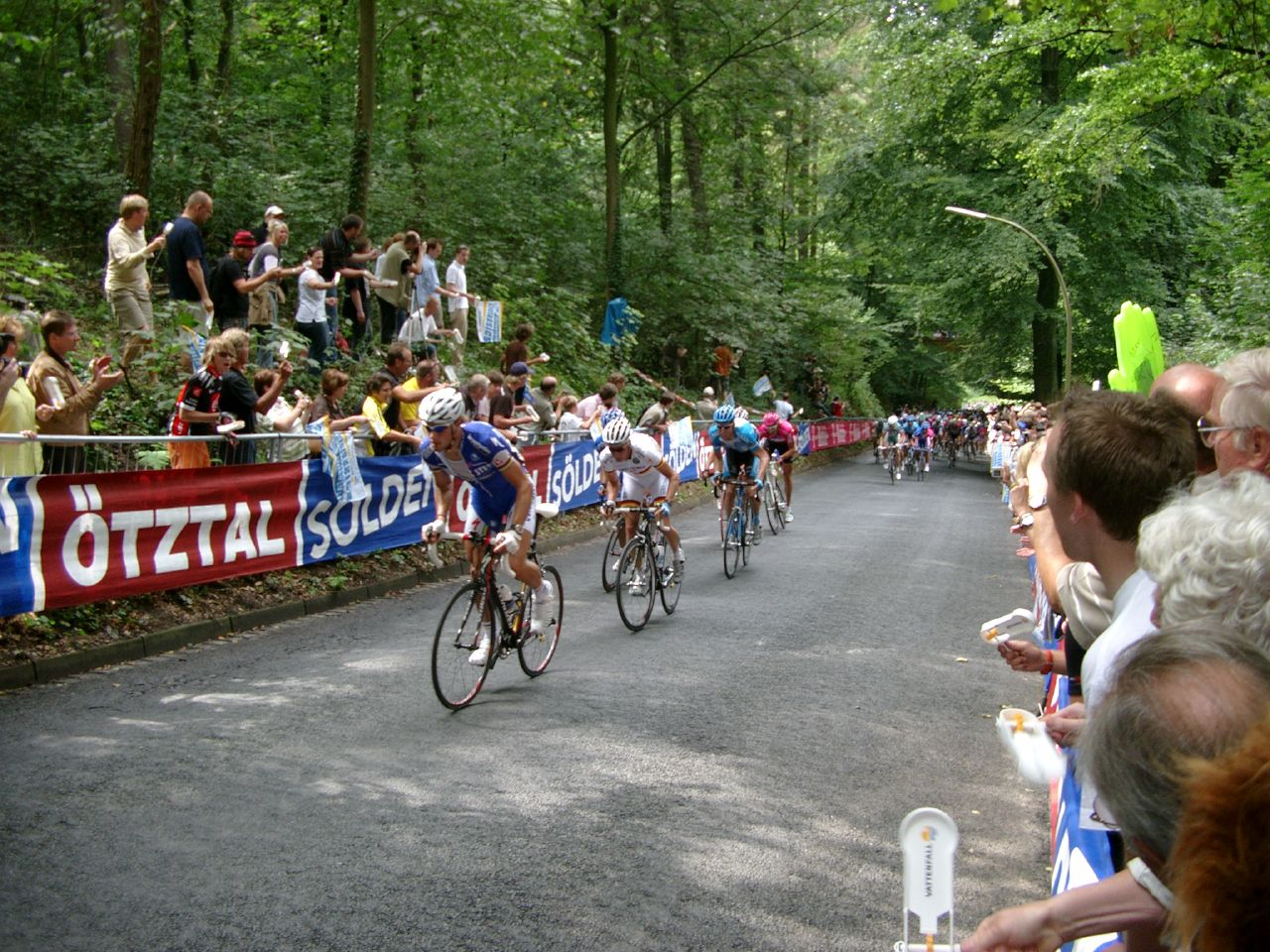
Tom Boonen e Fabian Wegmann na costa do Waseberg em 2007

A dificuldade mais de entidade do curso é a costa do Waseberg em Blankenese, um bairro de blocos de Altona, ao oeste do centro-cidade de Hamburgo. O final da carreira compõe-se três pequenas voltas ao oeste de Hamburgo, que contém o Waseberg. É escalado primeiramente a 69 quilómetros da chegada, enquanto as segundas e terceiras subidas estão localizadas respectivamente a 28 quilómetros e 15,5 quilómetros da linha de chegada.
O Waseberg é uma subida escarpada e pavimentada que estreia na margem norte do rio Elba no centro das redondezas de Blankenese. O seu comprimento é 700 metros com uma pendente máxima do 16 %. O enfoque da subida está devolvida mais complicada porque é precedida imediatamente por uma viragem apertada, provocando uma brusca mudança de velocidade e de cadência. Enquanto as equipas procuram posicionar os seus líderes ao atacante do pelotão, os corredores aceleram para bem posicionar nas estradas estreitas que levam ao pé da subida. O itinerário compreende também o ponte de Köhlbrand, a mais elevada ponte de Hamburgo.
De 2005 a 2014, a primeira metade do percurso consistia numa cota ao sul na direcção do Charneca de Lüneburg em Baixa-Saxônia, antes de voltar ao centro de Hamburgo e de se dirigir para uma cota ao oeste.
Em 2015, os organizadores modificam o percurso para celebrar a vigésima edição da carreira. A carreira estreia em Kiel, a 90 quilómetros ao norte de Hamburgo, na margem ocidental do Mar Báltico, antes de dirigir ao sul-oeste de Hamburgo, atravessando Schleswig-Holstein. A distância total está reduzida a 222 quilómetros, mas o enfoque final em Hamburgo, com as três ascensões do Waseberg e a chegada na Mönckebergstrasse fica a mesma. A estrada de Kiel a Hamburgo é escolhida igualmente para promover a candidatura conjunta das duas cidades para acolher as Jogos Olímpicos de Verão de 2024.
O director de carreira, Roland Hofer, resume a propósito do percurso : «Ainda que o perfil da carreira pode parecer mais apropriado para os sprinters, ela pode ser finalmente conseguida por todos os tipos de corredores, e é exactamente o género de carreira que falta para bem equilibrar o World Tour [...] O World tour está vindo à Alemanha, no meio de uma “renaissance” do ciclismo alemão, com os últimos sucessos que rejuvenescem o interesse do país no desporto após um retrocesso durante o passado, causado por assuntos de dopagem.»

## Palmarés

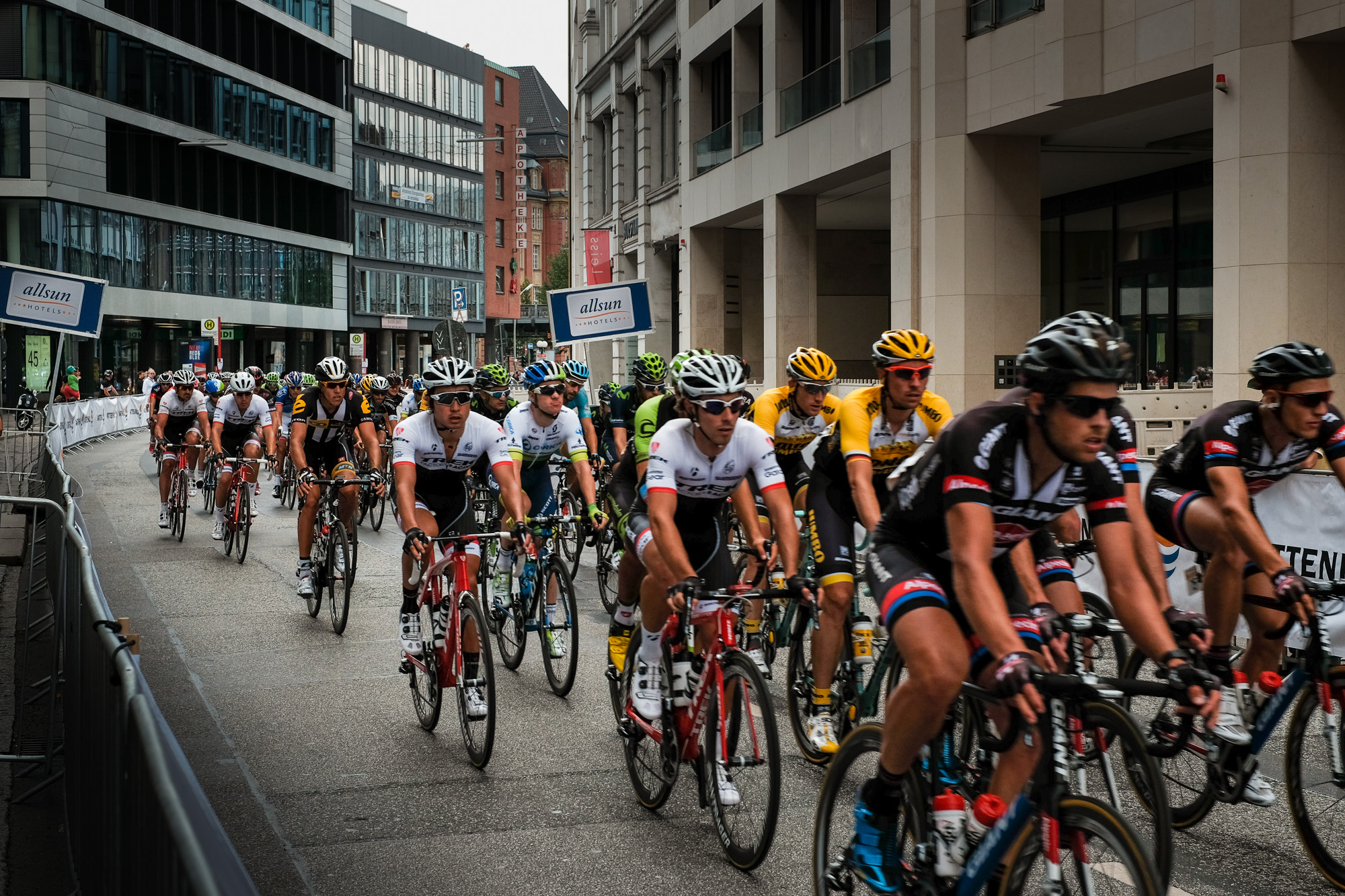
O pelotão na Großer Burstah a Altstadt durante a carreira

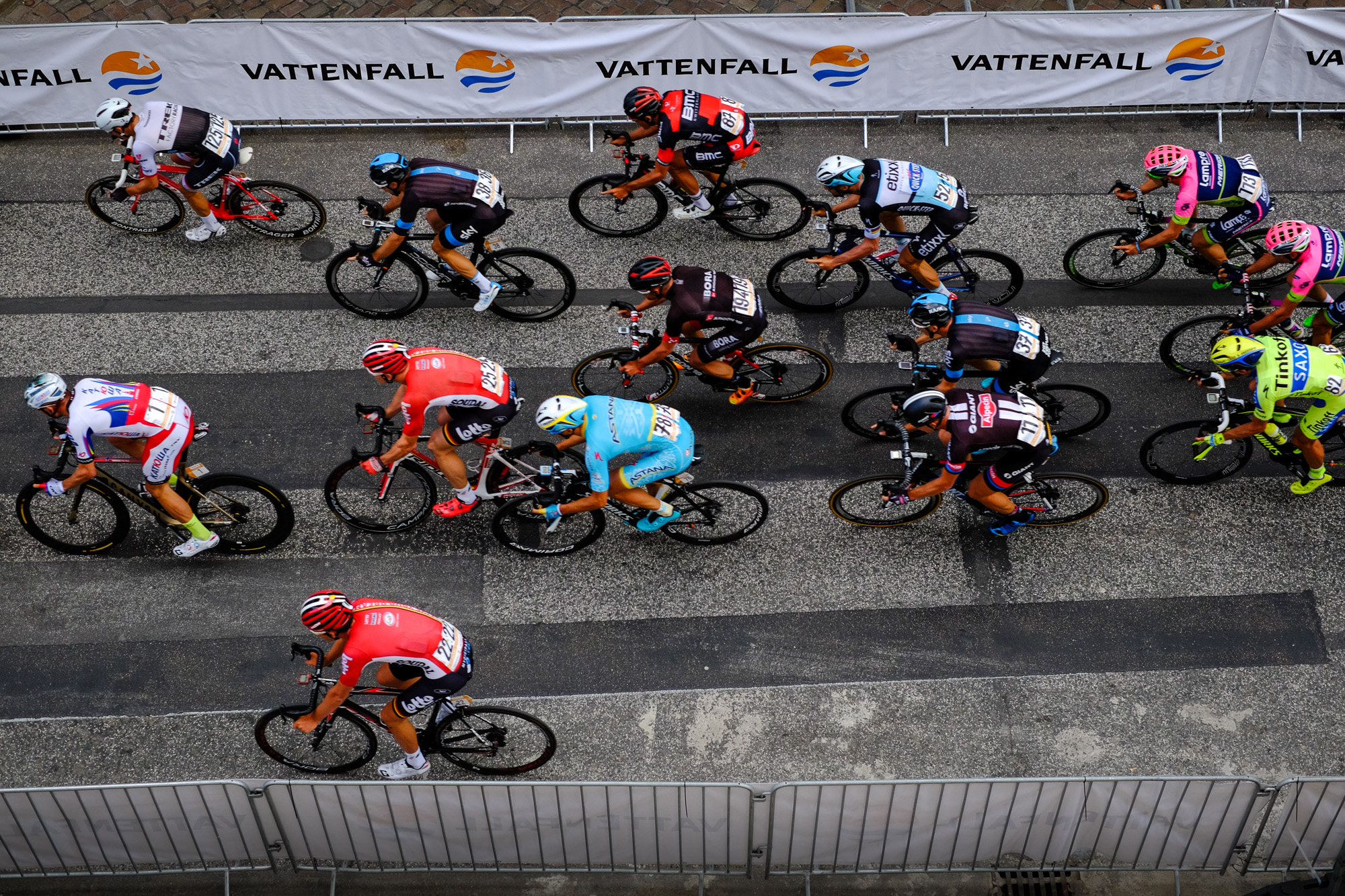
O pelotão que passa em Hamburgo em 2015

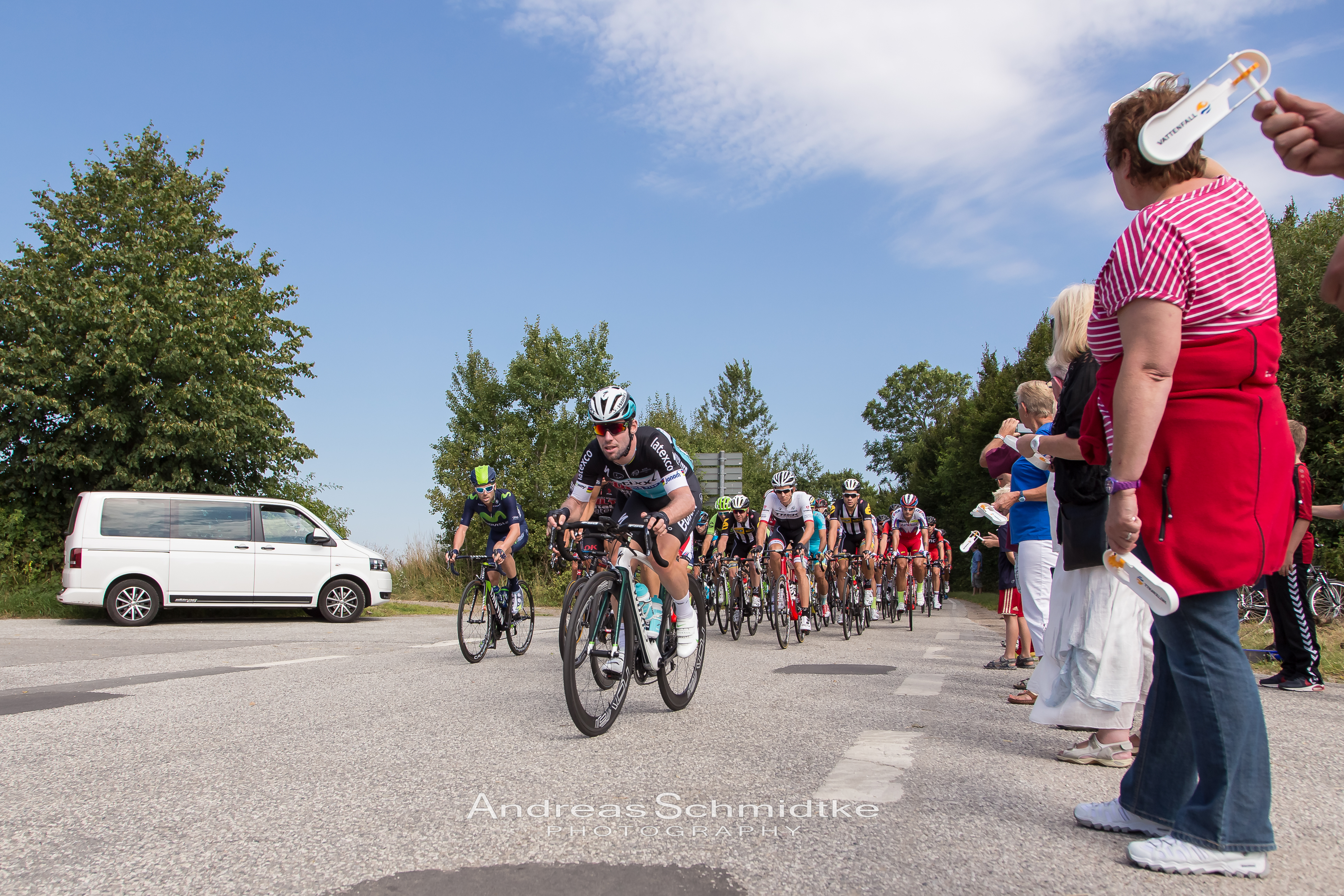
Mark Cavendish em cabeça do pelotão

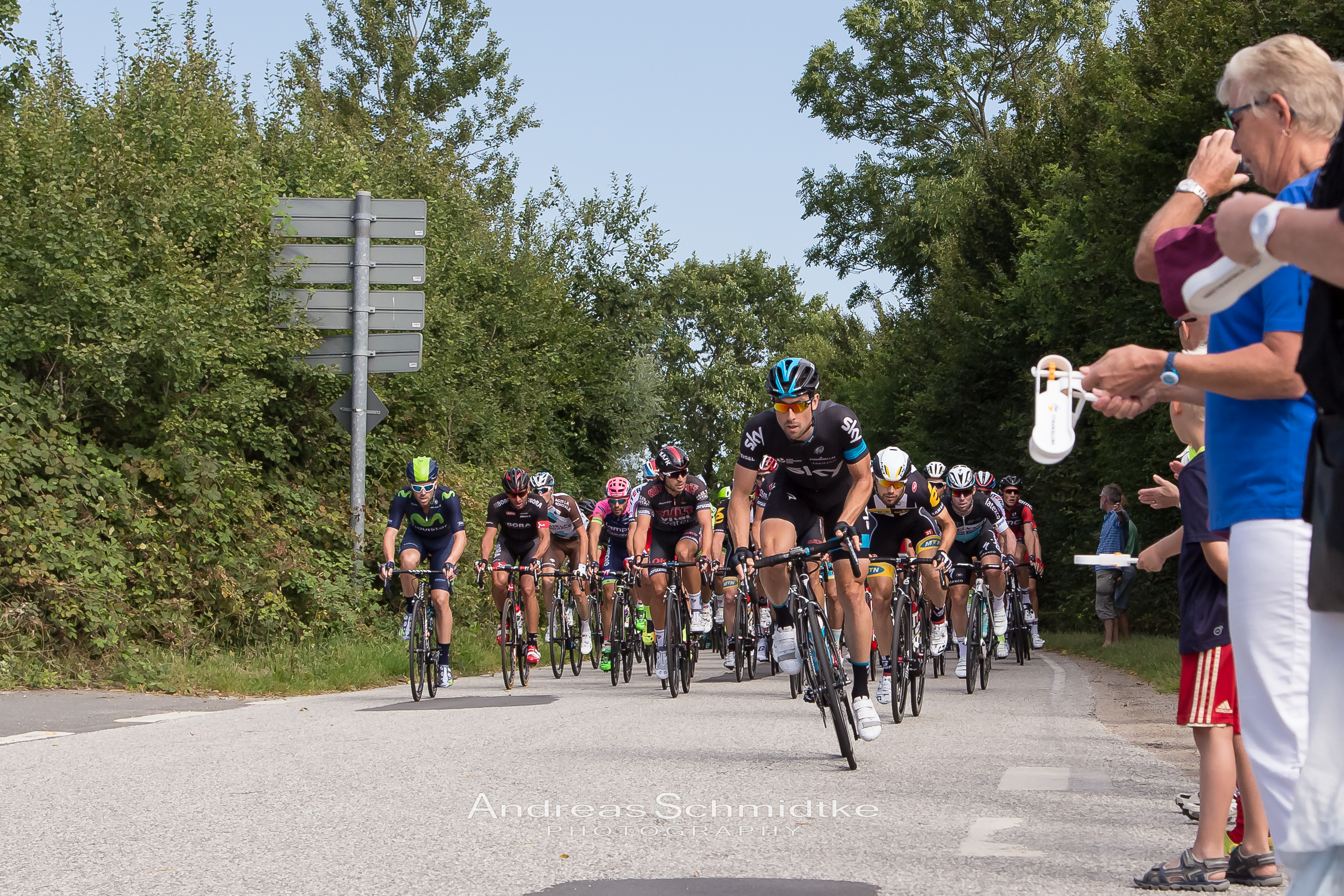
O pelotão durante os primeiros troços da carreira

| Ano  | Vencedor             | Segundo              | Terceiro           |           |
| ---- | -------------------- | -------------------- | ------------------ | --------- |
| 1996 | Rossano Brasi        | Bert Dietz           | Steffen Rein       |           |
| 1997 | Jan Ullrich          | Wilfried Peeters     | Jens Heppner       |           |
| 1998 | Léon van Bon         | Michele Bartoli      | Ludo Dierckxsens   |           |
| 1999 | Mirko Celestino      | Raphael Schweda      | Romāns Vainšteins  |           |
| 2000 | Gabriele Missaglia   | Francesco Casagrande | Fabio Baldato      |           |
| 2001 | Erik Zabel           | Romāns Vainšteins    | Erik Dekker        |           |
| 2002 | Johan Museeuw        | Igor Astarloa        | Davide Rebellin    |           |
| 2003 | Paolo Bettini        | Davide Rebellin      | Jan Ullrich        |           |
| 2004 | Stuart O'Grady       | Paolo Bettini        | Igor Astarloa      |           |
| 2005 | Filippo Pozzato      | Luca Paolini         | Allan Davis        |           |
| 2006 | Óscar Freire         | Erik Zabel           | Filippo Pozzato    |           |
| 2007 | Alessandro Ballan    | Óscar Freire         | Gerald Ciolek      |           |
| 2008 | Robbie McEwen        | Mark Renshaw         | Allan Davis        |           |
| 2009 | Tyler Farrar         | Matti Breschel       | Gerald Ciolek      |           |
| 2010 | Tyler Farrar         | Edvald Boasson Hagen | André Greipel      |           |
| 2011 | Edvald Boasson Hagen | Gerald Ciolek        | Borut Božič        |           |
| 2012 | Arnaud Démare        | André Greipel        | Giacomo Nizzolo    |           |
| 2013 | John Degenkolb       | André Greipel        | Alexander Kristoff |           |
| 2014 | Alexander Kristoff   | Giacomo Nizzolo      | Simon Gerrans      |           |
| 2015 | André Greipel        | Alexander Kristoff   | Giacomo Nizzolo    |           |
| 2016 | Caleb Ewan           | John Degenkolb       | Giacomo Nizzolo    |           |
| 2017 | Elia Viviani         | Arnaud Démare        | Dylan Groenewegen  |           |
| 2018 | Elia Viviani         | Arnaud Démare        | Alexander Kristoff |           |
| 2019 | Elia Viviani         | Caleb Ewan           | Giacomo Nizzolo    |           |
| 2020 | cancelado            | cancelado            | cancelado          | cancelado |
| 2021 | cancelado            | cancelado            | cancelado          | cancelado |
| 2022 | Marco Haller         | Wout van Aert        | Quinten Hermans    |           |
| 2023 | Mads Pedersen        | Danny van Poppel     | Elia Viviani       |           |
| 2024 | Olav Kooij           | Jonathan Milan       | Biniam Girmay      |           |
| 2025 |                      |                      |                    |           |

### Vitórias por país
| # | País           | Vitórias |
| - | -------------- | -------- |
| 1 | Itália         | 9        |
| 2 | Alemanha       | 4        |
| 3 | Austrália      | 3        |
| 4 | Estados Unidos | 2        |
| 4 | Noruega        | 2        |
| 6 | Bélgica        | 1        |
| 6 | Espanha        | 1        |
| 6 | França         | 1        |
| 6 | Países Baixos  | 1        |
| 6 | Áustria        | 1        |
| 6 | Dinamarca      | 1        |

### Vencedores repetidamente
| Vitórias | Corredor           | Edições           |
| -------- | ------------------ | ----------------- |
| 3        | Elia Viviani (ITA) | 2017, 2018 e 2019 |
| 2        | Tyler Farrar (USA) | 2009 e 2010       |